# Автономное правительство Внутренней Монголии

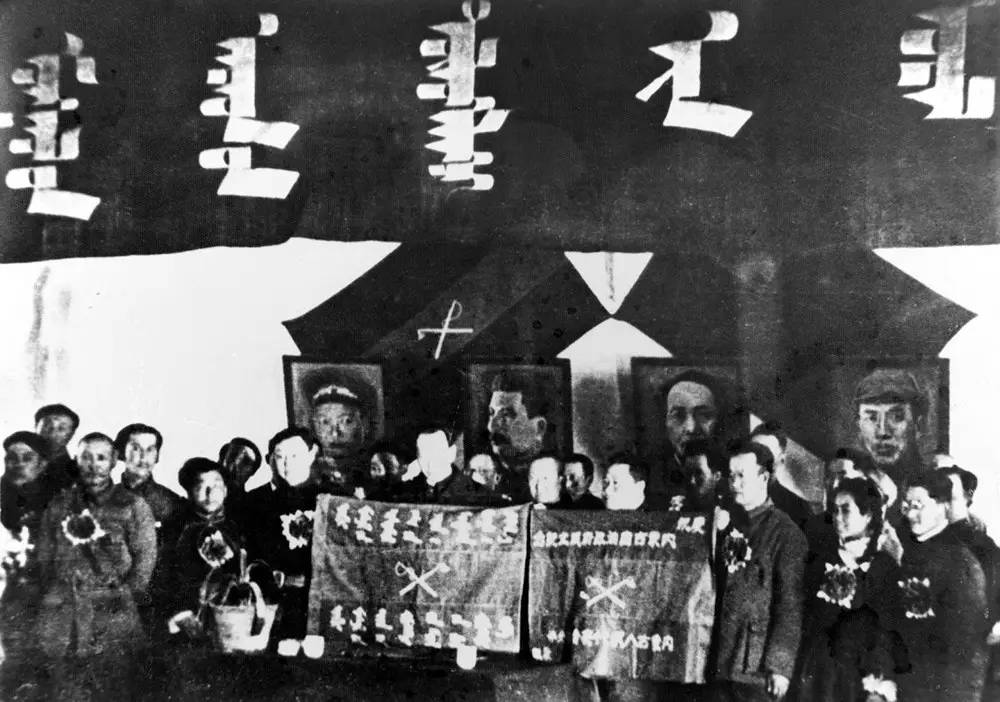
1 мая 1947 года. Избрание Автономного правительства Внутренней Монголии

Автономное правительство Внутренней Монголии (кит. упр. 内蒙古自治政府) — государственная структура, осуществлявшая власть над территориями в Северном Китае в 1947—1949 годах.
После Второй мировой войны на населённых монголами территориях северного и северо-восточного Китая возникали различные правительства. Коммунистическая партия Китая постаралась взять этот процесс под контроль, и постепенно Объединённое собрание движения за автономию Внутренней Монголии аккумулировало все эти структуры (Народная республика Внутренней Монголии, Народное автономное правительство Восточной Монголии) в себе.
23 апреля 1947 года в Ванъемяо состоялось Собрание народных представителей Внутренней Монголии, на которое съехалось 393 делегата. Участники собрания представляли различные национальности, проживающие на территории Внутренней Монголии: монголов, дауров, эвенков, китайцев, маньчжуров, хуэйцзу, корейцев. 1 мая 1947 года Собрание избрало Автономное правительство Внутренней Монголии из 21 человек (из которых всего 3 были китайцами), во главе которого встал Уланьфу.
Народная армия самообороны Внутренней Монголии участвовала в гражданской войне вместе с войсками коммунистов, продвигаясь на юго-запад, и постепенно под контроль Автономного правительства попадали всё новые земли.
После образования КНР Автономное правительство Внутренней Монголии 2 декабря 1949 года было официально преобразовано в Народное правительство Автономного района Внутренняя Монголия.